# Vizcondado de Alcázar Real
El vizcondado de Alcázar Real fue un título nobiliario español creado en 1701 por el rey Felipe V en favor de Isidro Casado de Acevedo y Rosales. Se concedió como previo al de marqués de Monteleón, por lo que fue un puro trámite administrativo que se extinguió al otorgarse el título marquesal.

## Vizcondes de Alcázar Real
|                       | Titular                            | Periodo               |
| Creación por Felipe V | Creación por Felipe V              | Creación por Felipe V |
| --------------------- | ---------------------------------- | --------------------- |
| I                     | Isidro Casado de Acevedo y Rosales | 1706-1706             |

## Historia de los vizcondes de Alcázar Real
- Isidro Casado de Acevedo y Rosales o Isidro Casado de Acevedo y Martínez del Mazo (1667-1739), I vizconde de Alcázar Real y luego I marqués de Monteleón.

Casó en 1698 con María Francisca de Velasco (1677-1709), hija natural de Francisco Antonio Fernández de Velasco y Tovar, I marqués de Castrojal.